# Военный орден Святого Генриха
Военный орден Святого Генриха — орден, учреждённый Августом III, королём Польши и курфюрстом Саксонии (под именем Фридрих Август II) 7 октября 1736 года.
Военный орден Святого Генриха — один из старейших военных орденов Германии. Он старше известного ордена Pour le Mérite.
Он назван в честь Генриха II, последнего императора Священной Римской империи, имевшего саксонское происхождение, связанного с христианизацией Средней Германии и почитавшегося за свой рыцарский характер.
После падения Второго рейха в Германии в результате первой мировой войны, орден был упразднён.

## Степени
Орден имел четыре класса:
- Большой крест.
- Командор первого класса.
- Командор второго класса.
- Рыцарь.

Кресты разных степеней различались размером. Как правило, степень ордена зависела от чина награждаемого — первая степень для монархов и высшего генералитета, вторая степень для остальных генералов, и так далее. Такая практика являлась общепринятой. Одновременно с этим старались, чтобы награждение совершалось последовательно, от низшей степени к высшей, имея в виду, что с ростом чина награждаемого будут увеличиваться его заслуги, а значит и повышаться вручаемая степень ордена. Такая практика также была общепринятой.
Низшими степенями ордена фактически служили золотая и серебряная военные медали святого Генриха.

## Описание
Знак ордена представляет собой золотой мальтийский крест с белой окантовкой. На золотом медальоне в центре креста — портрет святого Генриха, на синем ободке медальона — надпись «FRIDR•AUG•D•G•REX•SAX•INSTAURAVIT». На обратной стороне медальона — герб Саксонии, на синем ободке — девиз «VIRTUTI IN BELLO» («Храбрость на войне»). Между концами креста находится изображение рутового венца — элемента герба Саксонии. Крест увенчан золотой короной.
Звезда ордена — восьмиконечная. На медальоне в центре звезды — также изображение святого Генриха, но на ободке — девиз «VIRTUTI IN BELLO» . Полагалась к ордену двух первых классов.
Лента ордена — голубая с жёлтыми полосами по краям.
Знак Большого креста мог также носиться на орденской цепи.

## Количество награждений
Согласно данным из сохранившихся документов бывшей Королевской государственной канцелярии Саксонии всего было вручено орденов:
- 1736—1768: 30
- 1768—1796: 35
- 1796—1829 год: 431
  - а также дополнительно были награждены 4 английских подданных, 85 французских и 1 русский.
- 1829—1914: 240.
- 1914—1918: 2717.
  - в том числе 6 австрийцам, 2 болгарам и 1 — подданному Османской империи.

Кроме того, во время Первой мировой войны было награждено орденами:
- 153 командор II класса
- 14 командор I класса
- 12 Больших крестов.

## Известные награждённые

### Большой крест
- Альберт Саксонский
- Александр фон Саксен-Гессафе
- М. Б. Барклай-де-Толли
- Карл Бернхард Саксен-Веймар-Эйзенахский
- Карл I
- Карл XIV Юхан
- Луи-Николя Даву
- Эрнст I
- Франц Иосиф I
- Фридрих Август II
- Фридрих Август III
- Фридрих III
- Фридрих Карл Николай Прусский
- Георг Саксонский
- Йосип Елачич
- Пауль фон Гинденбург
- Мария Эммануил Саксонский
- Хельмут фон Мольтке
- Рупрехт Баварский
- Вильгельм II
- кронпринц Вильгельм
- Вильгельм I
- Вильгельм II Вюртембергский

## Гроссмейстеры Ордена
1. Фридрих Август II, курфюрст Саксонии, под именем Август III также король Польши (1736—1763)
2. Фридрих Кристиан, курфюрст Саксонии (1763)
3. Фридрих Август III, курфюрст Саксонии, затем под именем Фридрих Август I — король Саксонии (1763—1827)
4. Антон, король Саксонии (1827—1836)
5. Фридрих Август II, король Саксонии (1836—1854)
6. Иоганн, король Саксонии (1854—1873)
7. Альберт, король Саксонии (1873—1902)
8. Георг, король Саксонии (1902—1904)
9. Фридрих Август III, король Саксонии (1904—1918)[2]

## Иллюстрации
- Знак Большого креста, начало XIX века
- Звезда Большого креста, начало XIX века
- Знак Большого креста, начало XX века
- Звезда Большого креста, начало XX века
- Король и курфюрст Август, основатель ордена
- Король Альберт с цепью Военного ордена Святого Генриха
- Король Фридрих Август III